# Écomusée municipal d'Approuague-Kaw
L'écomusée municipal d’Approuague-Kwa est un écomusée qui se situe dans la commune de Régina, de la collectivité territoriale unique française de Guyane.